# Liste der Brücken über die Glatt (Rhein)
Die Liste der Brücken über die Glatt (Rhein) enthält die Brücken und andere Querungen der Glatt vom Ausfluss aus dem Greifensee bis zur Mündung bei Rheinsfelden in den Hochrhein.

## Brückenliste
94 Übergänge führen über den Fluss: 52 Strassenbrücken, 26 Fussgängerbrücken, neun Bahnbrücken, vier Wehrstege, zwei Tunnels und eine Rohrbrücke.

### OberesGlattal
29 Übergänge überspannen den Fluss im oberen Abschnitt der Glatt.
| Bild | Name                                         | Ort                       | Lage                    | Funktion                                                                                                | Konstruktion       | Material | Länge in m | Höhe m ü. M. | Bemerkungen |
| ---- | -------------------------------------------- | ------------------------- | ----------------------- | --- | ------------------ | -------- | ---------- | ------------ | --- |
|      | Glattwehr-Steg                               | Fällanden – Schwerzenbach | !547.3727795508.6557345 | Wehrbrücke mit Fussgängersteg zum alten Regulierwehr mit Damm und Angler-Plattform                      | Balkenbrücke       | Stahl    | 15         | 435          | Brücke mit Gitterrostboden Hinweistafel: Fischen ist vom Wehr nur Richtung See erlaubt und nicht in der Glatt. Übergang ist nicht behindertengerecht (Treppen). Das Bauwerk befindet sich im national geschützten Flachmoor Böschen/Suelen/Stritgfänn. |
|      | Unbenannter Steg                             | Fällanden – Schwerzenbach | !547.3731105508.6552005 | Fussgängerbrücke                                                                                        | Balkenbrücke       | Stahl    | 16         | 435          | Wanderweg Übergang ist nicht behindertengerecht (Treppen). Kunstbautennummer 194-302 Das Bauwerk befindet sich im national geschützten Flachmoor Böschen/Suelen/Stritgfänn. 400 m flussabwärts auf der linken Flussseite befindet sich das Waldreservat Greifenseeschutzgebiet-Fällanden. |
|      | Glattbrücke Fällandenstrasse                 | Fällanden – Schwerzenbach | !547.3789045508.6467205 | Strassenbrücke (zweispurig) mit Trottoir und separater Busspur in Fahrtrichtung Fällanden               | Balkenbrücke       | Beton    | 30         | 435          | Brücke mit Metallgeländer Höchstgeschwindigkeit 80 km/h VBZ-Buslinien 704 (Zürich Klusplatz – Schwerzenbach Bahnhof) und 705 (Benglen Bodenacher – Schwerzenbach Bahnhof) Skatingland-Route 72 Greifensee Skate (Greifensee–Maur–Greifensee) Kunstbautennummer 197-001 |
|      | Chimlibach-Brücke                            | Fällanden – Schwerzenbach | !547.3805955508.6441745 | Fussgänger- und Velobrücke                                                                              | Balkenbrücke       | Stahl    | 20         | 435          | Brücke mit Gitterrostboden, eröffnet November 2008. Die Brücke ist ein Geschenk von Hans-Rudolf Erzberger an die Gemeinde Schwerzenbach. |
|      | Unbenannter Steg                             | Fällanden – Dübendorf     | !547.3815355508.6353065 | Fussgängerbrücke                                                                                        | Balkenbrücke       | Stahl    | 18         | 435          | Brücke mit Holzbalkenboden auf zwei Flusspfeilern Wanderweg Kunstbautennummer 191-301 |
|      | Glattsteg (Buenstrasse)                      | Dübendorf                 | !547.3837505508.6301045 | Strassenbrücke (einspurig)                                                                              | Gitterträgerbrücke | Stahl    | 20         | 434          | Historische Stahlgitterträgerbrücke mit Holzbalkenfahrbahn Das Bauwerk ist im Inventar historischer Verkehrswege der Schweiz (IVS) als Objekt von regionaler Bedeutung eingestuft. Höchstgeschwindigkeit 80 km/h, Höchstgewicht 8 t Veloland-Route 29 Glatt-Route (Etappe 2 Zürich (Schwamendingen)–Rapperswil) Wanderweg |
|      | Faachweg-Brücke                              | Dübendorf                 | !547.3884615508.6272895 | Fussgänger- und Velobrücke                                                                              | Bogenbrücke        | Holz     | 20         | 434          | Eröffnet 1978, erneuert 1985 Metallpoller dienen als Durchfahrtssperre. Wanderweg Kunstbautennummer 191-302 |
|      | Unbenannte Brücke                            | Dübendorf                 | !547.3897175508.6266705 | Strassenbrücke (einspurig)                                                                              | Balkenbrücke       | Beton    | 45         | 434          | L-förmige Brücke Fahrverbot für Motorwagen, Motorräder und Motorfahrräder Verbot für Tiere (Pferd) Wanderweg |
|      | Unbenannter Steg                             | Dübendorf                 | !547.3904515508.6265185 | Wehrbrücke                                                                                              | Balkenbrücke       | Stahl    | 10         | 434          | Brücke ohne Geländer mit Holzbalkenboden |
|      | Unbenannter Steg (über Glattkanal)           | Dübendorf                 | !547.3904325508.6261975 | Fussgängerbrücke                                                                                        | Balkenbrücke       | Stahl    | 12         | 434          | Brücke ohne Geländer mit Holzbalkenboden, gebaut 2012 vom Zivilschutz Dübendorf |
|      | Obere Mühle-Steg (über Glattkanal)           | Dübendorf                 | !547.3952405508.6242055 | Fussgängerbrücke                                                                                        | Balkenbrücke       | Stahl    | 15         | 434          | Brücke mit Gitterrostboden |
|      | Obere Mühle Wasserrad-Steg (über Glattkanal) | Dübendorf                 | !547.3953395508.6241305 | Wehrbrücke mit Wasserrad                                                                                | Balkenbrücke       | Stahl    | 8          | 434          | Brücke mit Gitterrostboden Das heute noch bestehende Wasserrad wurde 1834 erstellt, 1962 wurde die Mühle aus finanziellen Gründen stillgelegt. |
|      | Usterstrasse-Brücke                          | Dübendorf                 | !547.3965465508.6237535 | Strassenbrücke (zweispurig) mit Trottoirs                                                               | Balkenbrücke       | Beton    | 30         | 433          | Höchstgeschwindigkeit 50 km/h VBG-Buslinie 754 (Stettbach Bahnhof – Dübendorf Bahnhof) Wanderweg |
|      | Unbenannte Brücke                            | Dübendorf                 | !547.3981005508.6220705 | Fussgänger- und Velobrücke                                                                              | Balkenbrücke       | Stahl    | 20         | 432          | Brücke mit blauem Geländer, eröffnet 2017 Fahrverbot für Motorwagen, Motorräder und Motorfahrräder |
|      | Glattbrücke Bahnhofstrasse                   | Dübendorf                 | !547.3989665508.6210035 | Strassenbrücke (zweispurig) mit Trottoirs                                                               | Balkenbrücke       | Beton    | 25         | 431          | Eröffnet 2017, ersetzte Brücke von 1916 Höchstgeschwindigkeit 50 km/h VBG-Buslinien 754 (Dietlikon Hofwiesen – Dübendorf Bahnhof), 752 (Dübendorf Kunsteisbahn – Stettbach Bahnhof) und 759 (Wangen b. D’dorf Dorfplatz – Zürich Flughafen Bahnhof) Veloland-Route 45 Wyland-Downtown (Etappe 2 Winterthur–Zürich) |
|      | Memphis-Brücke                               | Dübendorf                 | !547.3999445508.6163795 | Fussgänger- und Velobrücke                                                                              | Balkenbrücke       | Stahl    | 20         | 430          | |
|      | Dübendorfer Glattbrücke (Wallisellenstrasse) | Dübendorf                 | !547.3999085508.6162895 | Strassenbrücke (einspurig)                                                                              | Fachwerkbrücke     | Stahl    | 20         | 430          | Historische Stahlträgerbrücke, gebaut 1886, 1916 hierher versetzt Das Bauwerk ist im Inventar historischer Verkehrswege der Schweiz (IVS) als Objekt von regionaler Bedeutung eingestuft. Vortritt vor dem Gegenverkehr (Fahrtrichtung Unterdorf) Dem Gegenverkehr Vortritt lassen (Fahrtrichtung Im Grund) Höchstgeschwindigkeit 50 km/h, Höchstgewicht 12 t (ausgenommen Linienbus) VBG-Buslinien 748 (Dietlikon Hofwiesen – Dübendorf Bahnhof) und 760 (Dübendorf Bahnhof – Stettbach Bahnhof) VBZ-Buslinie 94 (Zürich Oerlikon Bahnhof – Wallisellen Glatt) |
|      | Birchlen Mühle Stauwehr-Steg                 | Dübendorf                 | !547.3997305508.6150475 | Wehrbrücke (altes Regulierwehr)                                                                         | Balkenbrücke       | Stahl    | 18         | 430          | Brücke auf Flusspfeilern mit Holzbalkenboden Ehemalige Mühle Birchlen ist als regionales Kulturgut aufgeführt. |
|      | Obere Givaudan-Brücke                        | Dübendorf                 | !547.4000285508.6121525 | Strassenbrücke (einspurig)                                                                              | Balkenbrücke       | Beton    | 30         | 430          | Private Brücke mit abschliessbarem Metalltor Privatareal |
|      | Untere Givaudan-Brücke                       | Dübendorf                 | !547.4003225508.6107835 | Strassenbrücke (einspurig)                                                                              | Balkenbrücke       | Stahl    | 18         | 429          | Private Brücke auf Flusspfeilern mit Metalltor und Gitterrostfahrbahn Privatareal |
|      | Unbenannte Brücke                            | Dübendorf                 | !547.4008595508.6084745 | Fussgänger- und Velobrücke                                                                              | Balkenbrücke       | Stahl    | 30         | 429          | Ersetzte Manfi Holzsteg, der 2009 vom Zivilschutz Dübendorf gebaut wurde. Gemeinsamer Velo- und Fussweg Höchstgewicht 10,5 t Kunstbautennummer 191-202 |
|      | Glattalbahn-Brücke                           | Dübendorf                 | !547.4012985508.6065865 | Trambrücke (zweigleisig)                                                                                | Balkenbrücke       | Beton    | 30         | 429          | Eröffnet 2010 Durchgang verboten Glattalbahn-Tramlinie 12 (Zürich Flughafen – Wallisellen – Bahnhof Stettbach) |
|      | Glattbrücke Ringstrasse                      | Dübendorf                 | !547.4013735508.6062075 | Strassenbrücke (fünfspurig) mit Trottoirs und Rohrleitungen unterhalb der Fahrbahn                      | Balkenbrücke       | Beton    | 40         | 428          | Höchstgeschwindigkeit 50 km/h VBG-Buslinie 759 (Wangen b. D’dorf Dorfplatz – Zürich Flughafen Bahnhof) Wanderweg Kunstbautennummer 191-010 |
|      | Glattbrücke Überlandstrasse                  | Dübendorf                 | !547.4024805508.6037985 | Strassenbrücke (vierspurig) mit Trottoirs und Rohrleitungen unterhalb der Fahrbahn                      | Balkenbrücke       | Beton    | 40         | 427          | Höchstgeschwindigkeit 60 km/h VBG-Buslinien 759 (Wangen b. D’dorf Dorfplatz – Zürich Flughafen Bahnhof) und 760 (Dübendorf Bahnhof – Stettbach Bahnhof) Wanderweg Kunstbautennummer 191-009 |
|      | Glattbrücke Zwicky-Areal                     | Dübendorf                 | !547.4033415508.6026975 | Fussgänger- und Velobrücke mit beschränktem Strassenverkehr und 24 Rohrleitungen unterhalb der Fahrbahn | Bogenbrücke        | Stahl    | 25         | 426          | Gebaut 2013/14 Fahrverbot für Motorwagen, Motorräder und Motorfahrräder Höchstgewicht 5 t |
|      | Neugutviadukt                                | Dübendorf – Wallisellen   | !547.4034005508.6026115 | Eisenbahnbrücke (zweigleisig)                                                                           | Balkenbrücke       | Beton    | 920        | 426          | Eröffnet 1990 Die Brücke überquert die Überlandstrasse, die Glatt, das Zwicky-Areal, die Neugutstrasse und die Glattalbahnstrecke. Höchstgeschwindigkeit 120 km/h Bahnstrecke Zürich–Winterthur (Zürichberglinie) Kunstbautennummer 191-024 |
|      | Zwickystrasse-Brücke                         | Dübendorf – Wallisellen   | !547.4043865508.6011985 | Strassenbrücke (zweispurig) mit abgetrenntem Trottoir                                                   | Balkenbrücke       | Beton    | 18         | 426          | Fabrikanlage Neugut Zwicky ist als regionales Kulturgut aufgeführt. |
|      | Neugut Glatt Tunnel                          | Dübendorf                 | !547.4055365508.5995315 | Tunnel                                                                                                  | Bachdurchlass      | Beton    | 100        | 426          | |
|      | A1-Rampen-Brücken (Anschlussstelle 65)       | Dübendorf – Wallisellen   | !547.4057315508.5992335 | Strassenbrücke (zweispurig)                                                                             | Balkenbrücke       | Beton    | 130        | 426          | Kunstbautennummern 191-001 und 191-002 |

### Mittleres Glattal
35 Brücken überspannen den Fluss im mittleren Abschnitt der Glatt.
| Bild | Name                                     | Ort                                 | Lage                    | Funktion | Konstruktion                    | Material | Länge in m | Höhe m ü. M. | Bemerkungen |
| ---- | ---------------------------------------- | ----------------------------------- | ----------------------- | --- | ------------------------------- | -------- | ---------- | ------------ | --- |
|      | Glattweg-Brücke                          | Zürich-Schwamendingen               | !547.4061365508.5970915 | Fussgänger- und Velobrücke                                                                                                 | Fachwerkbrücke                  | Stahl    | 30         | 425          | Brücke mit Holzbalkenboden, eröffnet 1968 Brücken Nr. 12F/W08 (Tiefbauamt der Stadt Zürich) |
|      | Neue Winterthurerstrasse-Brücke          | Zürich-Schwamendingen – Wallisellen | !547.4066745508.5917035 | Strassenbrücke (fünfspurig) mit Trottoirs                                                                                  | Balkenbrücke                    | Beton    | 250        | 425          | Höchstgeschwindigkeit 60 km/h VBG-Buslinien 759 (Wangen b. D’dorf Dorfplatz – Zürich Flughafen Bahnhof) und 787 (Brüttisellen Ob. Wangenstrasse – Zürich Oerlikon Bahnhof) Kunstbautennummer 069-015A                                                  |
|      | Unbenannte Brücke (unter Hauptstrasse 1) | Zürich-Schwamendingen               | !547.4066745508.5917035 | Fussgänger- und Velobrücke                                                                                                 | Balkenbrücke                    | Beton    | 20         | 425          | |
|      | Unbenannte Brücke                        | Zürich-Schwamendingen               | !547.4074985508.5880745 | Fussgänger- und Velobrücke mit öffentlichem Park                                                                           | Balkenbrücke                    | Beton    | 30         | 425          | Fahrverbot für Motorwagen, Motorräder und Motorfahrräder |
|      | Weststrasse-Brücke                       | Zürich-Schwamendingen – Wallisellen | !547.4095895508.5802885 | Strassenbrücke (dreispurig) mit Trottoir                                                                                   | Balkenbrücke                    | Beton    | 250        | 424          | Höchstgeschwindigkeit 60 km/h Wanderweg Kunstbautennummer 069-012 |
|      | Glattstegweg-Brücke                      | Zürich-Schwamendingen – Wallisellen | !547.4104295508.5766145 | Fussgänger- und Velobrücke                                                                                                 | Fachwerkbrücke                  | Stahl    | 25         | 423          | Eröffnet 1898 Brücken Nr. 12F/W02 (Tiefbauamt der Stadt Zürich) |
|      | A1L-Rampen-Brücken (Anschlussstelle 64)  | Zürich-Schwamendingen – Wallisellen | !547.4113525508.5721765 | Strassenbrücke (vierspurig)                                                                                                | Balkenbrücke                    | Beton    | 220        | 423          | Kunstbautennummer 069-007 |
|      | Aubrugg-Brücke (unter Autobahn A1L)      | Zürich-Schwamendingen               | !547.4113055508.5726335 | Fussgänger- und Velobrücke                                                                                                 | Fachwerkbrücke                  | Stahl    | 30         | 423          | Ersetzte alte Brücke Veloland-Route 29 Glatt-Route (Etappe 1 Glattfelden (Rheinsfelden)–Zürich (Schwamendingen)) Wanderweg |
|      | Fernwärme-Brücke                         | Zürich-Schwamendingen               | !547.4113255508.5723685 | Rohrleitungsbrücke | Fachwerkbrücke                  | Stahl    | 20         | 423          | |
|      | Aubruggstrasse-Brücke (Süd)              | Zürich-Schwamendingen               | !547.4112845508.5708275 | Strassenbrücke (vierspurig) mit Trottoir                                                                                   | Balkenbrücke                    | Beton    | 40         | 423          | Höchstgeschwindigkeit 50 km/h VBG-Buslinie 787 (Brüttisellen Ob. Wangenstrasse – Zürich Oerlikon Bahnhof) VBZ-Buslinie 79 (Zürich Auzelg Ost – Schwamendingerplatz)                                                                                    |
|      | Aubruggweg-Brücke                        | Zürich-Schwamendingen               | !547.4121535508.5677115 | Strassenbrücke (zweispurig) mit Trottoir                                                                                   | Balkenbrücke                    | Beton    | 40         | 423          | Verbot für Motorwagen und Motorräder: Zufahrt nur zum Güterumschlag sowie zum Ein- und Aussteigenlassen gestattet Sackgasse: Ausgenommen Motorfahrräder und Velos Höchstgeschwindigkeit 30 km/h                                                        |
|      | Aubruggstrasse-Brücke (Nord)             | Zürich-Schwamendingen               | !547.4130575508.5671605 | Strassenbrücke (zweispurig)                                                                                                | Balkenbrücke                    | Beton    | 225        | 423          | Höchstgeschwindigkeit 50 km/h VBG-Buslinie 787 (Brüttisellen Ob. Wangenstrasse – Zürich Oerlikon Bahnhof) VBZ-Buslinie 79 (Zürich Auzelg Ost – Schwamendingerplatz)                                                                                    |
|      | SBB-Brücke                               | Zürich-Schwamendingen               | !547.4130615508.5671825 | Eisenbahnbrücke (zweigleisig)                                                                                              | Stein-Bogenbrücke               | Stein    | 80         | 422          | Höchstgeschwindigkeit 125 km/h Bahnstrecke Zürich–Winterthur |
|      | Andreasstrasse-Brücke                    | Zürich-Schwamendingen               | !547.4132965508.5671595 | Fussgänger- und Velobrücke                                                                                                 | Balkenbrücke                    | Beton    | 40         | 422          | An dieser Stelle stand eine gedeckte Holzbrücke (Baujahr 1810). Veloland-Route 29 Glatt-Route (Etappe 1 Glattfelden (Rheinsfelden)–Zürich (Schwamendingen))                                                                                            |
|      | Hagenholzstrasse-Brücke                  | Glattpark                           | !547.4168855508.5668655 | Strassenbrücke (zweispurig) mit Trottoirs                                                                                  | Balkenbrücke                    | Beton    | 40         | 422          | VBZ-Buslinie 79 (Zürich Auzelg Ost – Schwamendingerplatz) Wanderweg |
|      | Glattalbahn-Trambrücke                   | Glattpark                           | !547.4170215508.5669475 | Trambrücke (zweigleisig)                                                                                                   | Balkenbrücke                    | Beton    | 43         | 422          | Eröffnet 2006 Glattalbahn-Tramlinien 11 (Zürich Auzelg – Rehalp) und 12 (Zürich Flughafen – Wallisellen – Bahnhof Stettbach) |
|      | Alte Aubrugg                             | Glattpark                           | !547.4195605508.5682105 | Fussgängerbrücke (abgerissen)                                                                                              | Gedeckte Brücke                 | Holz     | 24         | 420          | Historische gedeckte Holzbrücke, gebaut 1810, hierher versetzt von Wallisellen/Schwamendingen 1977, zerstört durch Brandstiftung 2009 |
|      | Aubrugg                                  | Glattpark – Opfikon                 | !547.4220495508.5699055 | Fussgänger- und Velobrücke                                                                                                 | Gedeckte Brücke Stabbogenbrücke | Holz     | 42         | 419          | Gedeckte Stabbogen-Holzkunstbrücke, gebaut 2015/16 |
|      | Zunstrasse-Brücke                        | Glattpark – Opfikon                 | !547.4235975508.5718825 | Strassenbrücke (zweispurig) mit Trottoir                                                                                   | Balkenbrücke                    | Beton    | 45         | 419          | Höchstgeschwindigkeit 60 km/h Kunstbautennummer 0066-03 |
|      | A1/A4-Brücken                            | Glattpark – Opfikon                 | !547.4238585508.5722205 | Autobahnbrücke (vierspurig)                                                                                                | Balkenbrücke                    | Beton    | 60         | 419          | Kunstbautennummer 066-002 |
|      | A51-Brücken (Süd)                        | Opfikon                             | !547.4247325508.5732855 | Autobahnbrücke (vierspurig)                                                                                                | Rahmenbrücke                    | Beton    | 40         | 419          | Höchstgeschwindigkeit 100 km/h Kunstbautennummer 066-013 |
|      | Glattbrücke Opfikon-Oberhausen           | Opfikon                             | !547.4266865508.5738895 | Fussgänger- und Velobrücke mit beschränktem Strassenverkehr und Rohrleitungen unterhalb der Fahrbahn                       | Balkenbrücke                    | Beton    | 42         | 419          | Spannbeton-Trapezrahmenbrücke, gebaut 1956 Fahrverbot für Motorwagen, Motorräder und Motorfahrräder: Ausgenommen landwirtschaftlicher Verkehr Höchstgewicht 13 t                                                                                       |
|      | A51-Brücken (Nord)                       | Glattbrugg – Opfikon                | !547.4278895508.5723715 | Autobahnbrücke (vierspurig)                                                                                                | Balkenbrücke                    | Beton    | 50         | 419          | Kunstbautennummer 066-016 |
|      | Thurgauerstrasse-Brücke                  | Glattbrugg – Opfikon                | !547.4278905508.5723535 | Strassenbrücke (dreispurig) mit Trottoir                                                                                   | Balkenbrücke                    | Beton    | 100        | 419          | Höchstgeschwindigkeit 60 km/h Kunstbautennummer 066-036 |
|      | A51-Rampen-Brücke (Anschlussstelle 9)    | Glattbrugg                          | !547.4283815508.5717345 | Autobahnbrücke (zweispurig)                                                                                                | Balkenbrücke                    | Beton    | 80         | 419          | Höchstgeschwindigkeit 60 km/h Kunstbautennummer 066-017 |
|      | Schulstrasse-Brücke                      | Glattbrugg – Opfikon                | !547.4303565508.5713615 | Strassenbrücke (zweispurig) mit Trottoirs                                                                                  | Balkenbrücke                    | Beton    | 55         | 419          | Höchstgeschwindigkeit 50 km/h VBG-Buslinie 761 (Wallisellen Bahnhof – Glattbrugg Bahnhof) Kunstbautennummer 066-018 |
|      | Unbenannte Brücke                        | Glattbrugg                          | !547.4314265508.5706025 | Fussgänger- und Velobrücke                                                                                                 | Balkenbrücke                    | Beton    | 40         | 419          | Kunstbautennummer 066-303 |
|      | Unbenannte Brücke                        | Glattbrugg                          | !547.4319855508.5686205 | Fussgänger- und Velobrücke                                                                                                 | Balkenbrücke                    | Beton    | 55         | 419          | Allgemeines Fahrverbot Höchstgewicht 8,5 t |
|      | Schaffhauserstrasse-Brücke               | Glattbrugg                          | !547.4342195508.5664055 | Strassenbrücke (dreispurig) mit separater Busspur Fahrtrichtung Kloten, Trottoirs und Rohrleitungen unterhalb der Fahrbahn | Balkenbrücke                    | Beton    | 30         | 418          | Höchstgeschwindigkeit 50 km/h VBG-Buslinien 762 (Opfikon Aublick – Glattbrugg Bahnhof) und 768 (Zürich Flughafen Bahnhof – Zürich Oerlikon Bahnhof) Skatingland-Route 3 Mittelland Skate (Etappe 5 Kloten (Flughafen)–Brugg) Kunstbautennummer 066-027 |
|      | Unbenannte Brücke                        | Glattbrugg                          | !547.4347095508.5630345 | Fussgängerbrücke | Balkenbrücke                    | Holz     | 30         | 418          | |
|      | SBB-Brücke (Flughafenlinie)              | Glattbrugg                          | !547.4348635508.5626165 | Eisenbahnbrücke (zweigleisig)                                                                                              | Balkenbrücke                    | Beton    | 70         | 418          | Höchstgeschwindigkeit 105 km/h Flughafenlinie |
|      | SBB-Brücke (Hauptlinie)                  | Glattbrugg                          | !547.4349225508.5625575 | Eisenbahnbrücke (zweigleisig)                                                                                              | Balkenbrücke                    | Beton    | 300        | 418          | Höchstgeschwindigkeit 105 km/h Bahnstrecke Zürich-Oerlikon–Kloten–Effretikon |
|      | Glattalbahn-Trambrücke                   | Glattbrugg                          | !547.4363865508.5595375 | Trambrücke (zweigleisig) mit Trottoir                                                                                      | Balkenbrücke                    | Beton    | 40         | 418          | Eröffnet 2008 Glattalbahn-Tramlinien 10 (Zürich Flughafen – Bahnhofplatz) und 12 (Zürich Flughafen – Wallisellen – Bahnhof Stettbach) Kunstbautennummer 066-204                                                                                        |
|      | Flughofstrasse-Brücke                    | Glattbrugg                          | !547.4364305508.5594545 | Strassenbrücke (einspurig) mit Trottoir (Einbahnstrasse Fahrtrichtung Rümlang)                                             | Balkenbrücke                    | Beton    | 40         | 418          | Eröffnet 2008 Höchstgeschwindigkeit 50 km/h PostAuto-Buslinie 510 (Flughafen – Oberglatt – Stadel b.N. – Kaiserstuhl AG) |
|      | Birchstrasse-Brücke                      | Glattbrugg                          | !547.4377625508.5575995 | Strassenbrücke (dreispurig) mit Rohrleitungen unterhalb der Fahrbahn (zweispurig Fahrtrichtung Zürich-Seebach)             | Balkenbrücke                    | Beton    | 80         | 418          | Höchstgeschwindigkeit 60 km/h VBG-Buslinie 738 (Zürich Flughafen Werkhof – Zürich Flughafen Bahnhof) Kunstbautennummer 066-040 |
|      | Unbenannte Brücke                        | Glattbrugg                          | !547.4379015508.5573945 | Fussgänger- und Velobrücke                                                                                                 | Fachwerkbrücke                  | Stahl    | 32         | 418          | Gemeinsamer Velo- und Fussweg Veloland-Route 5 Mittelland-Route (Etappe 3 Kloten–Aarau) Kunstbautennummer 066-201 |

### Unteres Glattal
30 Übergänge überspannen den Fluss im unteren Abschnitt der Glatt.
| Bild                                              | Name                                          | Ort                 | Lage                    | Funktion | Konstruktion     | Material    | Länge in m | Höhe m ü. M. | Bemerkungen |
| ------------------------------------------------- | --------------------------------------------- | ------------------- | ----------------------- | --- | ---------------- | ----------- | ---------- | ------------ | --- |
|                                                   | Glattbrücke Rümlang                           | Rümlang             | !547.4430675508.5510985 | Fussgänger- und Velobrücke mit beschränktem Strassenverkehr                                                   | Gedeckte Brücke  | Holz        | 30         | 417          | Historische gedeckte Fachwerk-Holzbrücke, gebaut 1767 von Johannes Grubenmann, befand sich ursprünglich in Oberglatt, wurde 1950 4,5 km flussaufwärts versetzt. Die konstruktiv bedeutendste und älteste gedeckte Holzbrücke im Kanton Zürich. Das Bauwerk ist denkmalgeschützt. Fahrverbot für Motorwagen, Motorräder und Motorfahrräder Höchstgewicht 3,5 t, Höchsthöhe 2,9 m Veloland-Route 29 Glatt-Route (Etappe 1 Glattfelden (Rheinsfelden)–Zürich (Schwamendingen)) Kunstbautennummer 097-301 |
|                                                   | Neue Rohrstrasse-Brücke                       | Rümlang             | !547.4441085508.5498745 | Strassenbrücke (zweispurig) mit Trottoir und Bushaltestelle                                                   | Balkenbrücke     | Beton       | 38         | 417          | Höchstgeschwindigkeit 80 km/h VBG-Buslinie 738 (Zürich Flughafen Werkhof – Zürich Flughafen Bahnhof) Kunstbautennummer 097-198 |
|                                                   | Unbenannte Brücke                             | Rümlang             | !547.4451655508.5485435 | Fussgängerbrücke                                                                                              | Balkenbrücke     | Beton       | 25         | 417          | |
|                                                   | Klotenerstrasse-Brücke                        | Rümlang             | !547.4545075508.5373285 | Strassenbrücke (zweispurig) mit Trottoir                                                                      | Balkenbrücke     | Beton       | 25         | 416          | Sackgasse Höchstgeschwindigkeit 50 km/h Skatingland-Route 44 Flughafen–Glatttal Skate (Kloten (Flughafen)–Bülach–Glattfelden–Kloten (Flughafen)) Wanderland-Route 892 Flughafen-Rundweg (Kloten, Zürich Flughafen–Kloten, Zürich Flughafen) |
|                                                   | Glattbrücke Eberhard                          | Rümlang             | !547.4605325508.5337075 | Strassenbrücke (einspurig) mit Rohrleitungen an der Brückenseite                                              | Balkenbrücke     | Beton       | 38         | 415          | Allgemeines Fahrverbot: Ausgenommen Werk- und landwirtschaftlicher Verkehr Zugang zum Flughafen Areal für Rettungsfahrzeuge Kunstbautennummer 097-015 Flussabwärts befindet sich das national geschützte Auengebiet Oberglatt und das Amphibienlaichgebiet Glattaltlaufgebiet Schlosswinkel-Peterli-Solachten. Das Gebiet Altläufe der Glatt ist ein Naturschutzgebiet. |
|                                                   | Schorenweg-Brücke                             | Rümlang             | !547.4619345508.5330245 | Strassenbrücke (einspurig) mit Trottoir                                                                       | Balkenbrücke     | Beton       | 40         | 415          | Fahrverbot für Motorwagen, Motorräder und Motorfahrräder Wanderland-Route 892 Flughafen-Rundweg (Kloten, Zürich Flughafen–Kloten, Zürich Flughafen) Das Bauwerk befindet sich im national geschützten Auengebiet Oberglatt und im Amphibienlaichgebiet Glattaltlaufgebiet Schlosswinkel-Peterli-Solachten. Das Gebiet Altläufe der Glatt ist ein Naturschutzgebiet. 700 m flussabwärts auf der linken Flussseite befindet sich das Waldreservat Feuchtgebiet Giessen/Solachten.                       |
|                                                   | Hirschenbrücke Oberglatt                      | Oberglatt           | !547.4776215508.5246455 | Strassenbrücke (zweispurig) mit Trottoirs                                                                     | Gedeckte Brücke  | Holz        | 21         | 413          | Gedeckte Holzbrücke, eröffnet 16. Dezember 1993, ersetzte Grubenmann-Brücke, die 1950 nach Rümlang versetzt wurde. Skatingland-Route 44 Flughafen–Glatttal Skate (Kloten (Flughafen)–Bülach–Glattfelden–Kloten (Flughafen)) Veloland-Route 29 Glatt-Route (Etappe 1 Glattfelden (Rheinsfelden)–Zürich (Schwamendingen)) Wanderweg Kunstbautennummer 092-303 |
|                                                   | Glattbrücke Oberglatt (Bülachstrasse)         | Oberglatt           | !547.4788455508.5212215 | Strassenbrücke (zweispurig) mit Trottoirs und Rohrleitung unterhalb der Fahrbahn                              | Balkenbrücke     | Stahl Beton | 32         | 413          | Draht-Spannbrücke, gebaut 1949/50, verstärkt 1953 Höchstgeschwindigkeit 50 km/h PostAuto-Buslinie 504 (Bülach – Bachenbülach – Oberglatt) Kunstbautennummer 092-001 |
|                                                   | Hofstetten-Brücke (Forbuckstrasse)            | Oberglatt           | !547.4823455508.5083095 | Strassenbrücke (zweispurig) mit Trottoirs und Rohrleitung an der Brückenseite                                 | Sprengwerkbrücke | Beton       | 35         | 412          | Beton-Sprengwerkbrücke Verbot für Motorwagen und Motorräder: Zubringerdienst und Zufahrt im Verkehr mit den Scheibenstand gestattet Veloland-Route 29 Glatt-Route (Etappe 1 Glattfelden (Rheinsfelden)–Zürich (Schwamendingen)) Wanderweg Kunstbautennummer 092-202 |
|                                                   | SBB-Brücke                                    | Niederglatt         | !547.4894235508.5047135 | Eisenbahnbrücke (dreigleisig) (zwei Hauptlinien und eine Frachtline)                                          | Balkenbrücke     | Stahl       | 60         | 411          | Höchstgeschwindigkeit 125 km/h Bahnstrecke Zürich–Bülach–(Schaffhausen) Kunstbautennummer 089-001 |
|                                                   | Grafschaftstrasse-Brücke                      | Niederglatt         | !547.4929415508.5046355 | Strassenbrücke (zweispurig) mit Trottoirs                                                                     | Bogenbrücke      | Stahl       | 32         | 410          | Ersetzte Plattenbalkenbrücke von 1924 Höchstgeschwindigkeit 50 km/h Kunstbautennummer 089-201 |
|                                                   | Glattbrücke Niederglatt                       | Niederglatt         | !547.4932535508.5012545 | Fussgänger- und Velobrücke                                                                                    | Gedeckte Brücke  | Holz        | 30         | 409          | Gedeckte Holzbrücke, eröffnet 1990 Allgemeines Fahrverbot |
|                                                   | Unbenannte Brücke                             | Niederglatt         | !547.4932635508.5003385 | Fussgänger- und Velobrücke                                                                                    | Fachwerkbrücke   | Stahl       | 25         | 409          | |
|                                                   | Glattbrücke bei Nöschikon (Rütiwiesenstrasse) | Niederglatt         | !547.4950515508.4968285 | Strassenbrücke (einspurig) mit Trottoir                                                                       | Balkenbrücke     | Beton       | 24         | 408          | Ersetzte Stahlfachwerkbrücke von 1890 Höchstgeschwindigkeit 50 km/h Veloland-Route 29 Glatt-Route (Etappe 1 Glattfelden (Rheinsfelden)–Zürich (Schwamendingen)) Wanderweg Kunstbautennummer 089-202 |
|                                                   | Wehntalerstrasse-Brücke                       | Oberhöri            | !547.5038225508.4993945 | Strassenbrücke (zweispurig) mit Trottoir und Rohrleitung an der Brückenseite 348.1                            | Balkenbrücke     | Beton       | 30         | 405          | Gebaut 1983 Höchstgeschwindigkeit 50 km/h PostAuto-Buslinie 525 (Bülach – Höri – Oberglatt) Wanderweg Kunstbautennummer 060-007 |
|                                                   | Unbenannte Brücke                             | Niederhöri          | !547.5092505508.5045665 | Strassenbrücke (einspurig) mit Rohrleitung unterhalb der Fahrbahn und abgetrennter Fussgänger- und Velobrücke | Balkenbrücke     | Stahl       | 21         | 403          | Gebaut 2004, ersetzte Eisenfachwerkbrücke von 1925. Höchstgeschwindigkeit 50 km/h PostAuto-Buslinie 525 (Bülach – Höri – Oberglatt) Veloland-Route 29 Glatt-Route (Etappe 1 Glattfelden (Rheinsfelden)–Zürich (Schwamendingen)) und Route 60 Studenland-Töss-Römer-Route (Etappe 1 Koblenz–Bülach) Wanderweg Kunstbautennummer 060-202 |
|                                                   | Glattbrücke Jakobstal                         | Hochfelden          | !547.5151215508.5196975 | Strassenbrücke (einspurig)                                                                                    | Fachwerkbrücke   | Stahl       | 28         | 400          | Stahlfachwerkbrücke mit Halbparabelträgern, gebaut um 1890 Vortritt vor dem Gegenverkehr (Fahrtrichtung Hochfelden) Dem Gegenverkehr Vortritt lassen (Fahrtrichtung Bülach) Höchstgeschwindigkeit 80 km/h, Höchstgewicht 8 t Wanderweg Kunstbautennummer 059-302 |
|                                                   | Unbenannte Brücke                             | Hochfelden – Bülach | !547.5166685508.5236885 | Feldwegbrücke (verlassen, privat)                                                                             | Fachwerkbrücke   | Stahl       | 18         | 399          | Historische Fachwerkträgerbrücke Das Areal der ehemaligen Spinnerei Jakobstal ist mit Gitter-Abschrankungen vollständig eingezäunt und ist für Private nicht mehr zugänglich. Die Baumwollspinnerei wurde 1863 erbaut und 1982 stillgelegt. |
|                                                   | Glattuferweg-Brücke                           | Hochfelden          | !547.5225935508.5210035 | Strassenbrücke (einspurig)                                                                                    | Balkenbrücke     | Beton       | 35         | 396          | Eröffnet 1979 Verbot für Motorwagen und Motorräder: Land- und forstwirtschaftlicher Verkehr gestattet Skatingland-Route 44 Flughafen–Glatttal Skate (Kloten (Flughafen)–Bülach–Glattfelden–Kloten (Flughafen)) Veloland-Route 29 Glatt-Route (Etappe 1 Glattfelden (Rheinsfelden)–Zürich (Schwamendingen)) Wanderweg Kunstbautennummer 059-201 |
|                                                   | Bülacherstrasse-Brücke                        | Hochfelden          | !547.5236805508.5186575 | Strassenbrücke (zweispurig) mit Trottoir und Rohrleitung an der Brückenseite                                  | Balkenbrücke     | Beton       | 45         | 394          | PostAuto-Buslinien 515 (Bülach – Hochfelden – Stadel b.N. (- Kaiserstuhl AG)) und 535 (Bülach – Stadel b.N. – Bachs – Steinmaur – Oberglatt ZH) Wanderweg Kunstbautennummer 059-003 |
|                                                   | Glatthaldenrain-Brücke                        | Hochfelden – Bülach | !547.5304375508.5204535 | Strassenbrücke (einspurig)                                                                                    | Balkenbrücke     | Beton       | 35         | 391          | Brücke mit Holzgeländer, eröffnet 1980 Verbot für Motorwagen und Motorräder: Land- und forstwirtschaftlicher Verkehr gestattet Skatingland-Route 44 Flughafen–Glatttal Skate (Kloten (Flughafen)–Bülach–Glattfelden–Kloten (Flughafen)) Veloland-Route 29 Glatt-Route (Etappe 1 Glattfelden (Rheinsfelden)–Zürich (Schwamendingen)) Wanderweg Kunstbautennummer 059-202 Flussabwärts befindet sich das national geschützte Auengebiet Klarenwiesen.                                                   |
|                                                   | Chellerhalsstrasse-Brücke                     | Bülach              | !547.5398595508.5215575 | Strassenbrücke (zweispurig) mit Trottoirs                                                                     | Balkenbrücke     | Beton       | 35         | 387          | Eröffnet 1993 Skatingland-Route 44 Flughafen–Glatttal Skate (Kloten (Flughafen)–Bülach–Glattfelden–Kloten (Flughafen)) Veloland-Route 29 Glatt-Route (Etappe 1 Glattfelden (Rheinsfelden)–Zürich (Schwamendingen)) Wanderweg Kunstbautennummer 053-201 Flussaufwärts befindet sich das national geschützte Auengebiet Klarenwiesen. 500 m flussabwärts auf der rechten Flussseite befindet sich auf einem Plateau die abgegangene Burgstelle Mangoldsburg.                                            |
|                                                   | Hundigsteg                                    | Glattfelden         | !547.5499415508.5205285 | Strassenbrücke (einspurig)                                                                                    | Balkenbrücke     | Beton       | 30         | 374          | Verbot für Motorwagen und Motorräder: Land- und forstwirtschaftlicher Verkehr gestattet |
|                                                   | Schachen-Brücke                               | Glattfelden         | !547.5509925508.5065375 | Strassenbrücke (zweispurig) mit Trottoirs                                                                     | Balkenbrücke     | Beton       | 35         | 365          | Erstellt 1979 Skatingland-Route 44 Flughafen–Glatttal Skate (Kloten (Flughafen)–Bülach–Glattfelden–Kloten (Flughafen)) Veloland-Route 29 Glatt-Route (Etappe 1 Glattfelden (Rheinsfelden)–Zürich (Schwamendingen)) Wanderweg Kunstbautennummer 058-201 |
|                                                   | Hegstenbrücke                                 | Glattfelden         | !547.5570685508.4967265 | Strassenbrücke (einspurig) mit Trottoirs                                                                      | Gedeckte Brücke  | Holz        | 30         | 356          | Gedeckte Bogenholzbrücke, erstellt 1980, ersetzte Stahlbalkenbrücke von 1860 Wanderweg Kunstbautennummer 058-302 |
|                                                   | Hauptstrasse-Brücke                           | Glattfelden         | !547.5602925508.4938805 | Strassenbrücke (zweispurig) mit Trottoirs                                                                     | Balkenbrücke     | Beton       | 32         | 352          | Höchstgeschwindigkeit 50 km/h PostAuto-Buslinie 540 (Zweidlen – Glattfelden) 500 m flussabwärts auf der rechten Flussseite befindet sich das Waldreservat Nidermatt bis Letten. |
|                                                   | Lettenviadukt (Lättenbrücke)                  | Glattfelden         | !547.5674955508.4817585 | Hochleistungsstrassenbrücke (vierspurig)                                                                      | Balkenbrücke     | Beton       | 651        | 341          | Die Brücke wurde 1975/76 erstellt. Höchstgeschwindigkeit 120 km/h Kunstbautennummer 058-004 |
|                                                   | Spinnerei Lettenstrasse-Brücke                | Glattfelden         | !547.5692425508.4795305 | Strassenbrücke (zweispurig)                                                                                   | Balkenbrücke     | Beton       | 45         | 340          | Sackgasse: Zufahrt zum Riverside Seminar- und Eventhotel |
|                                                   | SBB-Viadukt                                   | Glattfelden         | !547.5735035508.4756845 | Eisenbahnbrücke (eingleisig)                                                                                  | Bogenbrücke      | Beton       | 145        | 335          | Spannbetonbogenbrücke mit Gotthardgranit verkleidet, gebaut 1945/46, ersetzte Stahlfachwerkbrücke von 1876, die von den Amerikanern 1944 bombardiert und teilweise zerstört wurde. Höchstgeschwindigkeit 95 km/h Bahnstrecke Winterthur–Koblenz Die hydrometrische Messstation Glatt - Rheinsfelden (2415) befindet sich unterhalb der Brücke auf der rechten Flussseite. |
| Glattstollen (Südseite) Glattmündung in den Rhein | Kraftwerk Eglisau-Glattfelden Glattstollen    | Rheinsfelden        | !547.5738235508.4731695 | Tunnel | Tunnel           | Beton       | 261        | 333          | Stollen mündet in den Hochrhein |